# Митюков, Игорь Александрович
Игорь Александрович Митюков (укр. Ігор Олександрович Мітюков; род. 27 сентября 1952, Киев) — советский и украинский экономист-финансист, политик. Беспартийный. Кандидат экономических наук (1985).

## Биография
Родился в семье работников АН УССР. Окончил киевскую школу № 57 и факультет кибернетики Киевского государственного университета имени Т. Шевченко (1975) по специальности «экономическая кибернетика», математик-экономист. Вспоминал о себе: «был средним студентом, особенно на первых трёх курсах… но заканчивал университет с рекомендацией для поступления в аспирантуру».
В 1975—1990 годах — инженер, аспирант, научный работник Института экономики АН УССР.
Затем ушёл в банковскую сферу, в 1990—1992 годах работал в Агропромбанке СССР (позже — АК АПБ «Украина»), был помощником, затем советником Вадима Гетьмана. («Вадим Гетьман — это человек, который сделал меня тем, кем я стал», — отмечал спустя годы сам Митюков.) В 1992—1994 годах — заместитель председателя правления АКБ «Украина».
С февраля 1994 года — заместитель председателя Национального банка Украины Виктора Ющенко.
С сентября 1994 года — вице-премьер-министр Украины по вопросам финансов в правительстве Виталия Масола.
В 1995—1997 годах специальный представитель правительства Украины при Европейском Союзе (в Брюсселе, Бельгия) с полномочиями вице-премьера (главами Кабмина были В. Масол, Евгений Марчук и Павел Лазаренко). Создавал представительство Украины при Европейском Союзе.
В 1997—2001 годах — министр финансов Украины в правительствах Валерия Пустовойтенко и Виктора Ющенко. Был уволен в связи с «неудовлетворительной работой Минфина по формированию налоговой политики». В феврале 2002 года президент Украины Леонид Кучма отметил, что причиной увольнения министра финансов Игоря Митюкова послужили негодные госбюджеты 2001—2002 годов, проблемы с которыми признавал и сам Митюков.
С 2002 года — основатель и директор Института финансовой политики. С июня 2002 года — президент Федерации лыжного спорта Украины.
В 2002—2005 годах — посол Украины в Великобритании и Северной Ирландии, также представлял Украину в Международной морской организации.
В 2006 году баллотировался в Киевсовет от партии «ЭКО+25 %».
С 15 ноября 2006 по 19 декабря 2007 года — внештатный советник премьер-министра Виктора Януковича.
С марта 2008 года возглавляет созданное украинское представительство американского инвестиционного банка Morgan Stanley. Основными целями называл достижение ведущих позиций среди инвестбанков, а также расширение присутствия в присущих этому бизнесу операциях. Приняв полномочия заявил, что «обязательно будет использовать свои связи» в правительстве и бизнесе для работы, оговорив: «насколько это будет позволять бизнес-этика».
22 марта 2010 года указом президента Украины Виктора Януковича назначен внештатным советником главы государства. Член созданного по указу президента Комитета по экономическим реформам.

## Семья
Женат, есть дочь.

## Награды
Награждён орденом «За заслуги» III ст. (1999).